# اسکی‌قلعه (شاوشات)
اسکی‌قلعه (به ترکی استانبولی: Eskikale) یک منطقهٔ مسکونی در ترکیه است که در شاوشات واقع شده‌است. اسکی‌قلعه ۴۱۲ نفر جمعیت دارد.